# Карл Борромеус Ліхтенштейн
Карл Борромеус Ліхтенштейнський (нім. Karl Borromäus von Liechtenstein, 20 вересня 1730 —  21 лютого 1789) — князь та принц Ліхтенштейнський, син принца Емануїла Ліхтенштейнського та графині Марії Анни Дітріхштайнської, фельдмаршал імперської армії, учасник воєн за австрійську та баварську спадщини, семирічної та російсько-турецької війни. Кавалер ордену Золотого руна.

## Біографія
Карл Борромеус народився 20 вересня 1730 року у Відні. Він був другою дитиною та другим сином в родині принца Емануїла Ліхтенштейна та його дружини Марії Анни Дітріхштайн. Хлопчик мав старшого брата Франца Йозефа. Згодом у них з'явилося одинадцятеро молодших братів і сестер, з яких восьмеро досягли дорослого віку.
З юності присвятив себе військовій справі. Брав участь у нідерландській кампанії в ході війни за австрійську спадщину. Швидко зробив кар'єру і під час Семирічної війни був уже генералом. У битві під Райхенбергом у квітні 1757 року дістав тяжке поранення. 
У віці 30 років Карл Борромеус одружився із заможною аристократкою Марією Елеонорою Еттінген-Шпільберг, яка була фрейліною імператриці Марії-Терезії, і по материнській лінії також походила з дому Ліхтенштейнів. Вінчання відбулося 30 березня 1761 у придворній каплиці Гофбургу у Відні. У подружжя народилося семеро дітей, з яких пішла карлістська гілка династії. 
У 1762 році відзначився при взятті Швейдніца, був одним з перших, хто увійшов до фортеці. В нагороду став посланцем до імператриці Марії-Терезії з повідомленням про перемогу. Окрім інших почестей, вона призначила Ліхтенштейна комендантом Відня.
У 1765 році став генерал-інспектором кавалерії. У 1771 був головнокомандувачем військ у Пресбурзі.
Під час війни за баварську спадщину мав під проводом 28 000 вояків і займав позицію біля Літомержіце. Пізніше з'єднався з військами Ернста Лаудона. Коли становище австрійців стало більш проблематичним, провів ряд успішних маневрів.
У 1788 році під час війни з Туреччиною мав під своїм командуванням корпус із 36 000 вояків у Хорватії. Брав участь в облозі Дубіца.
Невдовзі Карл захворів і намагався лікуватися на курорті, однак його стан погіршився. Повернувшись до Відня, він помер за кілька місяців у віці 58 років.
Дружина після його смерті збудувала усипальницю у Моравському Крумлові, де тіло князя і знайшло останній спочинок. Марія Елеонора пережила чоловіка на 23 роки.

## Родина
Дружина — Марія Елеонора
Діти:
- Марія Йозефа (1763—1833) — дружина графа Йоганна Непомука Гаррахського, дітей не мала;
- Карл Борромеус (1765—1795) — був одруженим з графинею Марією Анною фон Кевенхюллер-Меч, мав двох синів;
- Йозеф Венцель (1767—1842) — ченець у Зальцбурзі, одруженим не був, мав позашлюбну доньку від Анни Фогель;
- Еммануель Йозеф (1770—1773) — прожив 3 роки;
- Моріц Йозеф (1775—1819) — був одруженим із принцесою Марією Леопольдіною Естергазі де Галата, мав чотирьох дітей;
- Франц де Паула (1776—1794) — загинув у бою, одруженим не був, дітей не мав;
- Алоїз Гонзага (1780—1833) — одруженим не був, дітей не мав.

## Нагороди
- Орден Золотого руна №805 (Австрійська імперія) (1772).